# Притча о заблудившейся овце

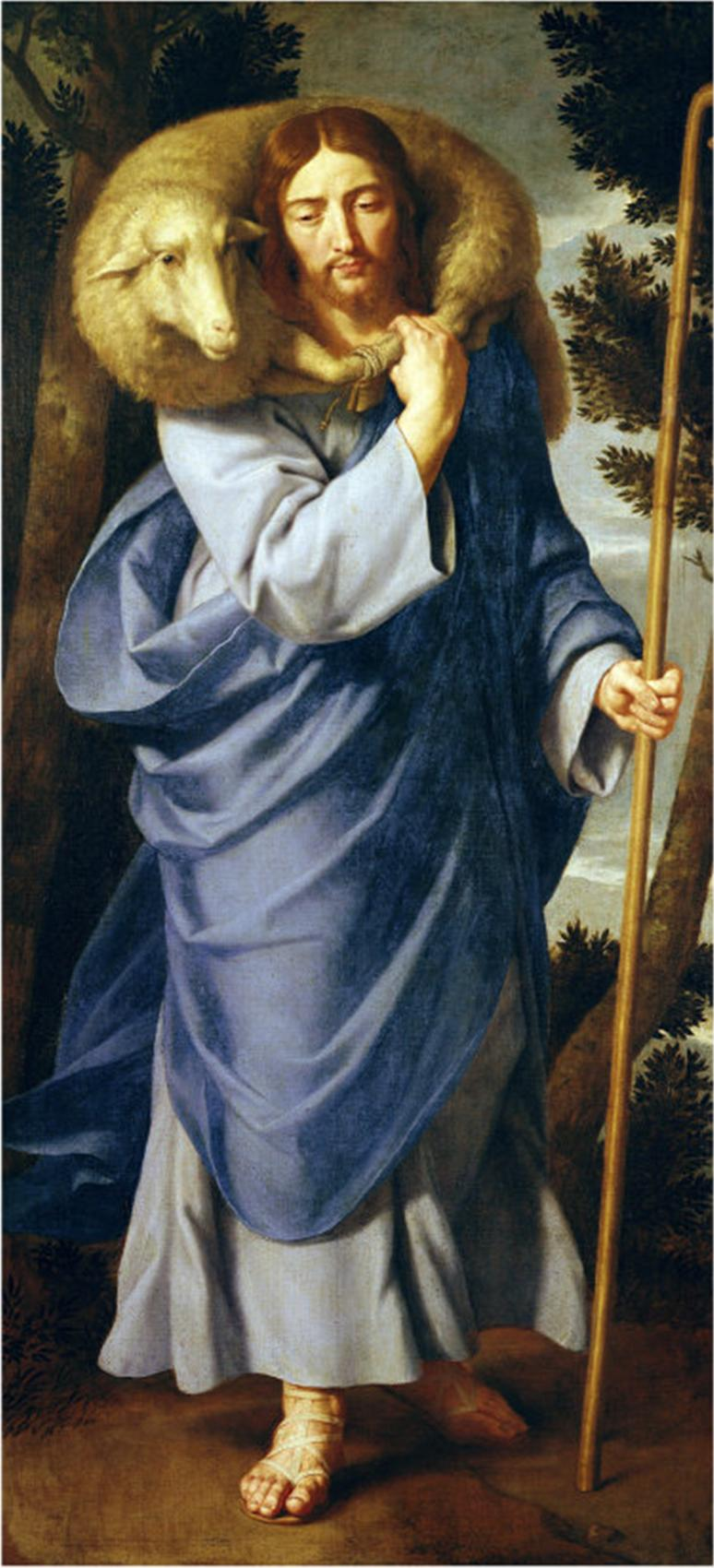
Добрый Пастырь (Жан Батист де Шампань, XVII век)

Притча о заблудившейся овце — одна из притч Иисуса Христа. Её текст приводится у двух евангелистов:
| Евангелие                | Притча |
| ------------------------ | --- |
| От Матфея (Мф. 18:12-14) | Как вам кажется? Если бы у кого было сто овец, и одна из них заблудилась, то не оставит ли он девяносто девять в горах и не пойдет ли искать заблудившуюся? и если случится найти её, то, истинно говорю вам, он радуется о ней более, нежели о девяноста девяти незаблудившихся. Так, нет воли Отца вашего Небесного, чтобы погиб один из малых сих. |
| От Луки (Лк. 15:3-7)     | Но Он сказал им следующую притчу: кто из вас, имея сто овец и потеряв одну из них, не оставит девяноста девяти в пустыне и не пойдет за пропавшею, пока не найдет её? А найдя, возьмет её на плечи свои с радостью и, придя домой, созовет друзей и соседей и скажет им: порадуйтесь со мною: я нашёл мою пропавшую овцу. Сказываю вам, что так на небесах более радости будет об одном грешнике кающемся, нежели о девяноста девяти праведниках, не имеющих нужды в покаянии. |

## Толкования

### Богословские
Феофилакт Болгарский в своём толковании на Евангелие от Луки пишет что существует два взгляда на то, кого Иисус подразумевал под овцами:
- «под девяносто девятью овцами разумеет праведников, а под одной овцой — падшего грешника»;
- «под сотней овец разумеют все разумные твари, а под одной овцой — человека разумной природы».

Аверкий (Таушев), рассуждая об образе овец, пишет: « Господь сравнивает Себя с пастырем, который, оставив целое стадо, то есть бесчисленные сонмы Ангелов, пошёл искать одну заблудшую овцу, то есть падшего человека». О том же пишет Феофилакт в толковании Евангелия от Матфея:

Он оставил девяносто девять овец на небеси, то есть ангелов, и приняв зрак раба, пошёл искать одну овцу, то есть человеческое естество, и радуется о нём более, нежели о твердости в добре ангелов.

Общим смыслом притчи богословы считают, что Бог заботится об обращении грешников и радуется о них больше, чем об утвердившихся в добродетели.
Шотландский богослов Уильям Баркли в своём толковании притчи особо отмечает, что она посвящена любви Бога к каждому отдельному человеку и даёт этой любви следующие характеристики: терпеливая, ищущая, радующаяся, защитительная, охранительная.

### Критические
Лео Таксиль пишет, что настоящий пастух никогда не бросает своё стадо где попало («в горах, в пустыне») ради поиска отбившегося животного, потому что в его отсутствие на стадо напали бы хищники.